# Drift Pile River 150
Drift Pile River 150 är ett reservat i Kanada.   Det ligger i provinsen Alberta, i den centrala delen av landet, 3 000 km väster om huvudstaden Ottawa.
Omgivningarna runt Drift Pile River 150 är en mosaik av jordbruksmark och naturlig växtlighet. Runt Drift Pile River 150 är det glesbefolkat, med 8 invånare per kvadratkilometer.